# Agave lechuguilla
Agave lechuguilla là một loài thực vật có hoa trong họ Măng tây. Loài này được Torr. mô tả khoa học đầu tiên năm 1858.

## Hình ảnh

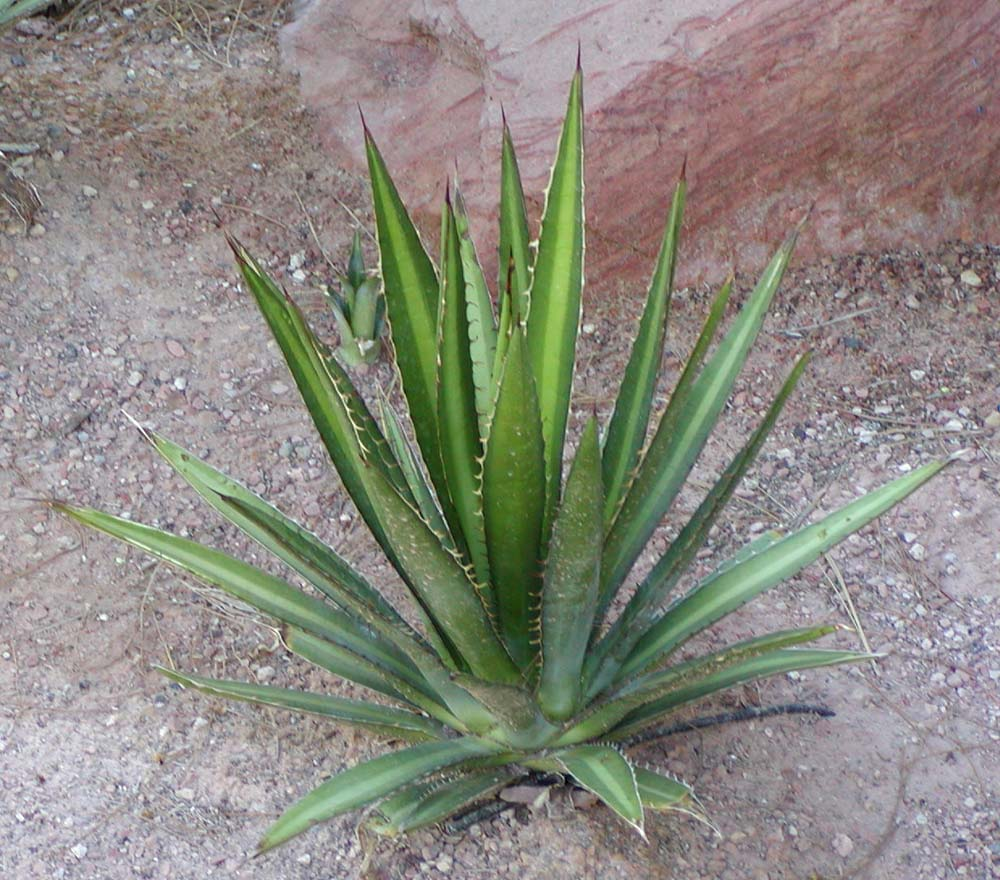
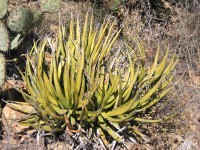
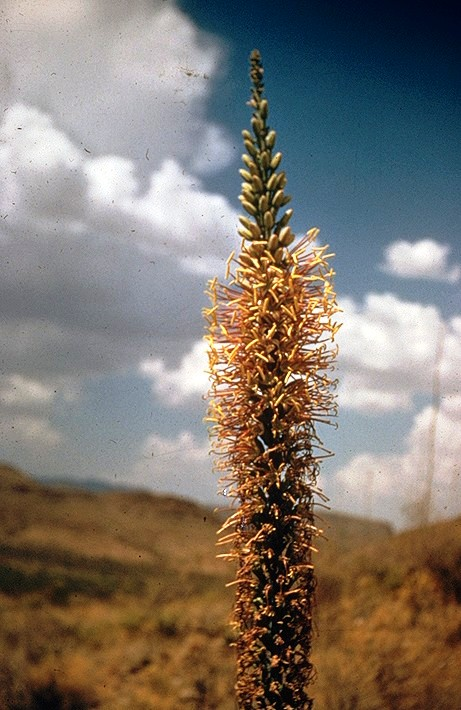
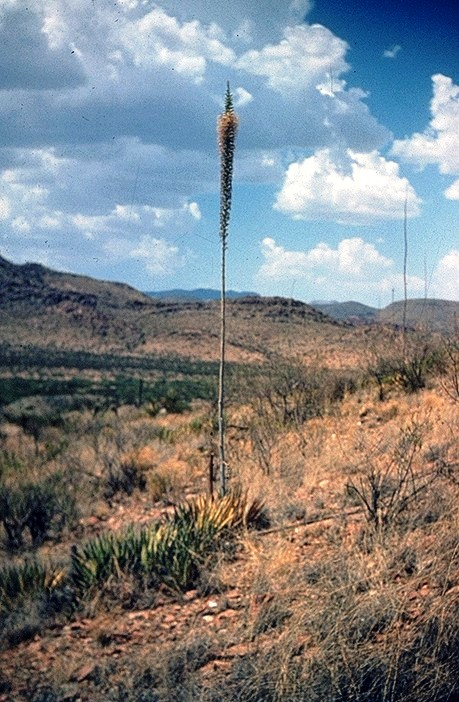